# Lysevatten (Romelanda socken, Bohuslän)
Lysevatten är en sjö i Kungälvs kommun i Bohuslän och ingår i Göta älvs huvudavrinningsområde. Sjön är 3 meter djup, har en yta på 0,016 kvadratkilometer och befinner sig 127 meter över havet.